# Leung Chun Ying
Leung Chun Ying (chiń. 梁振英; pinyin Liáng Zhènyīng; jyutping Loeng4 Zan3 Jing1; ur. 12 sierpnia 1954) – hongkoński polityk, w latach 2012-2017 szef administracji regionu.
Biznesmen, w 1977 roku ukończył studia na politechnice w Bristolu. W 1993 roku założył własną firmę CY Leung & Co, prowadzącą działalność na rynku nieruchomości.
W latach 1988–1990 sekretarz generalny komitetu przygotowującego hongkońskie Basic Law, następnie w latach 1996-1997 wiceprzewodniczący Komitetu Przygotowawczego Specjalnego Regionu Administracyjnego Hongkong i 1997-1998 członek Tymczasowej Rady Ustawodawczej. W 1999 roku otrzymał najwyższe hongkońskie odznaczenie − Gwiazdę Złotej Bauhinii.
Od 1999 do 2011 roku przewodniczący Rady Wykonawczej Hongkongu, w latach 2003-2012 także członek Ludowej Politycznej Konferencji Konsultatywnej Chin. 1 lipca 2012 roku zastąpił Donalda Tsanga na stanowisku szefa administracji Hongkongu po tym, jak uzyskał 58% głosów w pośrednich wyborach na to stanowisko.